# 48529 von Wrangel
48529 von Wrangel è un asteroide della fascia principale. Scoperto nel 1993, presenta un'orbita caratterizzata da un semiasse maggiore pari a 3,9957832 UA e da un'eccentricità di 0,2325780, inclinata di 2,16302° rispetto all'eclittica.